# Frédéric Bau
Frédéric Bau, né le 1er avril 1965 à Woippy (Moselle), est un pâtissier-chocolatier français. Directeur de la création du chocolatier Valrhona, il est également connu comme étant le créateur du chocolat blond Dulcey et le fondateur de L’École du Grand Chocolat Valrhona.
En 2017, il est l'un des jurys de la première saison du Meilleur Pâtissier : Les Professionnels.

## Des débuts prometteurs
Frédéric Bau naît le 1er avril 1965 à Woippy en Moselle. Sa mère, vendeuse pour Tupperware, invite régulièrement des femmes au foyer pour vanter les qualités de ces produits : toutes cuisinent en utilisant les moules de la marque ; la maison familiale se parfume alors d'odeur de pâtisserie : ce serait l'origine de sa vocation. Alors qu'il n'a que douze ans, son père décède.
Frédéric Bau fait son premier apprentissage chez Pierre Koenig, pâtissier à Metz,, et devient en 1982, à l'âge de 17 ans Meilleur Apprenti de France,,. En 1985, il devient l'apprenti de Claude Bourguignon, un autre pâtissier réputé de Metz, qu'il prend alors pour figure paternelle. Plus tard, il déménage à Paris où Pierre Hermé le prend alors en charge,, chez Fauchon comme spécialiste du décor chocolat,. Après trois ans à son service, il l'incite à voler de ses propres ailes. Pierre Hermé dira de Frédéric Bau que c'est « le créateur le plus talentueux » avec qui il ait jamais travaillé.

## Chocolatier chez Valrhona
À la même époque, Valrhona cherche à ouvrir un centre de formation. Avec Fabrice David, un autre chef exécutif travaillant avec lui, Frédéric Bau dessine les plans de l'École du Grand Chocolat Valrhona qui ouvre en 1988,,,,,,, à Tain-l'Hermitage dans la Drôme. Il fait alors face à deux difficultés : le manque d'argent qui l'incite alors à devenir encore plus créatif, et son jeune âge face à des étudiants, parfois de trente ans plus vieux que lui, qui ne le reconnaissent pas encore comme professeur. Plus tard, il ouvre trois succursales de l'école à Tokyo, dont il dessine également les plans, Versailles, et New York.
Lorsqu'il n'enseigne pas, Frédéric Bau voyage pour promouvoir Valrhona ; si en 1988, le chocolat n'est exporté qu'au Japon, les efforts de Frédéric Bau amènent la marque à être vendue dans 75 pays en 2017.
Il devient également directeur de la création pour cette même entreprise,,,. Durant les années 2000, il y développe la notion de « gourmandise raisonnée, » en utilisant moins de sucre et de matière grasse sans toutefois les rejeter totalement. Chez Valrohna, son objectif est lié à la « [création] de saveurs, de textures, de plaisir et d'émotions. Et nous devons atteindre cet objectif de différentes manières. Nous ne pouvons pas toujours faire ce que nous avons fait toute notre vie. »

## Créations
Vers 1997, Frédéric Bau crée la première nougatine au grué de cacao.
En 2012, Frédéric Bau est le créateur du chocolat blond Dulcey,,,,,. Il confie que cela n'est pas dû à une recherche mais bien à un « oubli » de chocolat blanc sur le feu,,,,, plus précisément dans une étuve pendant quinze heures. Le chocolat ainsi oublié présente une couleur blonde, d'une texture crémeuse, comme sorti du four et « des arômes dulce de lecce (confiture de lait) ou caramel » selon Carole Revol, coordinatrice web de Femme actuelle,  « entre biscuit et lait caramélisé » pour Kity Bachu, rédactrice chez Gourmand, et simplement « biscuité » pour Stéphane Leblanc, rédacteur chez 20 minutes. Le Dulcey est ainsi présenté pour la première fois au Salon du chocolat 2012. Il apparaît cependant que la production industrielle lui demande plusieurs années[réf. à confirmer]. Et si le Dulcey peut simplement se déguster à partir d'une tablette, il peut également s'incorporer comme ingrédient de pâtisserie.
Concernant ses différentes recettes, il conseille non pas d'ajouter le chocolat, quelle que soit sa couleur, à une recette connue mais bien de partir de celui-ci : « Le chocolat est le commencement de tout. »
Il est également le créateur de la crème Namelaka (qui signifie "ultra-crémeux" en japonais).
Cette crème, à l'apparence d'une crème glacée mais à la texture de crème brûlée, est composée de lait, crème entière, chocolat et gélatine.

## Les restaurants Umia et Obi
En mai 2009, Frédéric Bau ouvre avec sa femme Rika, d'origine japonaise, le restaurant Umia à Tain-l'Hermitage,,,. La cuisine japonaise de Rika attire le chaland et Umia développe de plus en plus sa clientèle ; pour autant, le restaurant rencontre régulièrement des problèmes de personnel.
Pour diversifier son offre, les conjoints ouvrent, fin 2012, Obi, toujours à Tain-l'Hermitage, entre restauration rapide et bistro, en plus de proposer la livraison à domicile : Frédéric et Rika Bau souhaitent ainsi proposer une offre pour contrebalancer celle d'Umia qui laisse imaginer des prix trop chers ; profitant également d'un rachat de commerce adjacent, de la nourriture typiquement bistro est ajoutée à celle plus spécifiquement japonaise, et une épicerie fine y est rattachée. Cependant, cette dernière ne trouve pas son public et, malgré la diversité des propositions, le restaurant n'arrive pas à attirer un public plus nombreux pour être rentable ; Obi finit par fermer en avril 2015.
Rika commence à avoir quelques problèmes de santé et le couple cherche alors à mettre en vente Umia ; malgré un prix proposé bien en deçà du marché et une restructuration complète de l'établissement, un seul menu plus haut de gamme étant finalement mis à la carte, aucun acheteur ne se présente. Après une nouvelle baisse du prix de vente, plus de 2,5 fois moins cher que celui du marché, Umia ferme également ses portes le 27 novembre 2015 après avoir retrouvé un repreneur, Mathieu Chardon ; le restaurant se transforme alors pour devenir la Maison Gambert.

## Ouvrages
Frédéric Bau est notamment l'auteur d'Au cœur des saveurs en 1997, de (en) Chocolate Fusion en 2006 dans lequel le chocolat n'est pas juste un accompagnement des plats mais en est l'ingrédient principal, et le directeur de L'Encyclopédie du Chocolat, sorti en 2010,,,. Il écrit également Caprices de Chocolat et L'Essentiel du Chocolat.

## Télévision
En 2017, Frédéric Bau est l'un des jurys de la première saison du Meilleur Pâtissier : Les Professionnels,,,. Lors de cette émission, il est considéré comme un jury très dur,, ce qu'il justifie en expliquant que le chocolat ne supporte pas la demi-mesure ; il considère cependant ses jugements « objectif[s] ».

## Influences
Parmi les chefs qu'il a rencontrés, Frédéric Bau admire Pierre Gagnaire : pour lui, il s'agit d'un chef qui a su redéfinir la vision de la cuisine en utilisant notamment moins de sel et de matières grasses. De lui, il apprécie une cuisine « d'un goût raffiné, précis et puissant ».
À son tour, Christophe Michalak indique devoir beaucoup à Frédéric Bau sur la connaissance de la pâtisserie et du chocolat, lui ayant appris ses bases techniques,.